# Spirit Airlines

Logo.

Spirit Airlines är ett av USA:s största flygbolag med linjer till 29 destinationer. Företaget grundades 1964 i Eastpointe i Michigan men har nu huvudkontoret i Miramar i Florida. 
Spirit dominerar lågpristrafiken till de karibiska öarna och Latinamerika med 125 flygningar per dag.

## Historia
Spirit Airlines grundades 1964 i Eastpointe Michigan men som Clippert Trucking Company. År 1974 ändrande flygbolaget namn till Ground Air Transfer. 1983 började flygbolaget flyga charterresor från Detroit till Bahamas, Atlantic City och Las Vegas. Man flög nu som Charter One. 1992 ändrandes namnet till Spirit Airlines. Man köpte in jetflygplan och började reguljära passagerarflygningar till bland annat New York, Fort Lauderdale, Detroit, Myrtle Beach och Los Angeles. Under året 1999 bytte man hub till Miramar i Florida. Åren efter utvecklade man linjenätet med flygningar från Chicago och kust till kust-flygningar från Los Angeles.

## Flotta och destinationer

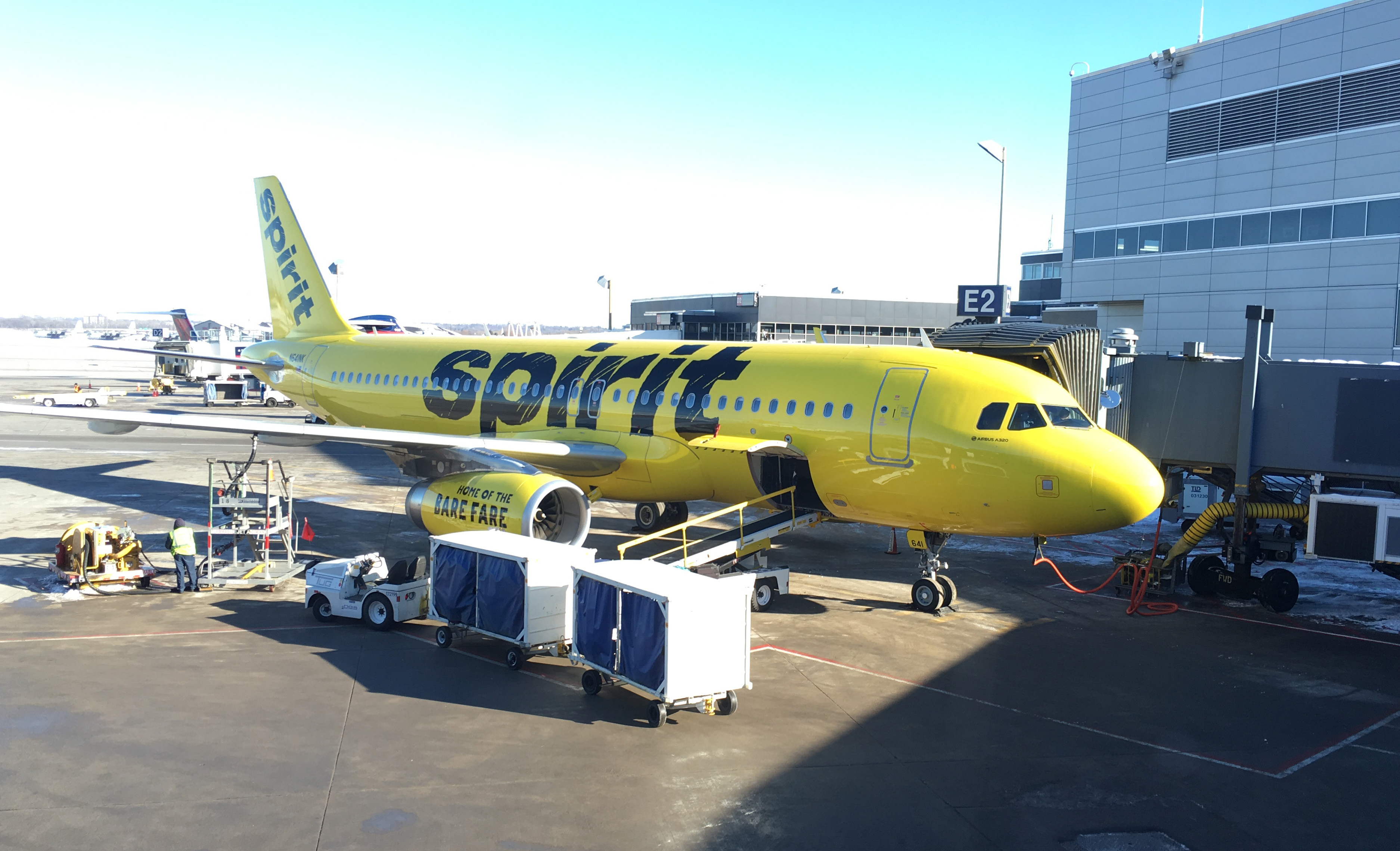
En A320-200

Flotta i april 2017.
| Flygplan | I trafik | Order | Noteringar                                                                   |
| -------- | -------- | ----- | ---------------------------------------------------------------------------- |
| A319-100 | 31       | 0     | 14 ska rensas ut ur flottan 2017 (1), 2018 (2), 2019 (1), 2020 (5), 2021 (5) |
| A320-200 | 45       | 10    | Leveranser kommer 2017 (4), 2018 (5), 2019 (1                                |
| A320Neo  | 5        | 50    | Första flygbolaget att flyga A320Neo i USA.                                  |
| A321-200 | 19       | 11    | Leveranser kommer 2017 (8), 2018 (5)                                         |

### Destinationer
Huber är Atlantic City, Chicago–O'Hare, Dallas/Fort Worth, Detroit, Fort Lauderdale, och Las Vegas.
Spirit flyger till 61 destinationer i USA, Sydamerika och Karibien.